# Pecarichoerus
Pecarichoerus — вимерлий рід свиновидих. Дві скам'янілості представляють міоцен Китаю і олігоцен Пакистану. Види: Pecarichoerus africanus, Pecarichoerus orientalis.